# Lazare Carnot
Lazare Nicolas Marguerite Carnot (Nolay, 13 de mayo de 1753-Magdeburgo, 2 de agosto de 1823) fue un político y matemático francés, conocido sobre todo por su papel como «Organizador de la Victoria» de las Guerras Revolucionarias Francesas.

## Familia
Perteneció a una familia distinguida de la época. Contrajo matrimonio con Jacqueline Sophie Dupont de Maringheur con quien tuvo dos hijos: Sadi (físico e ingeniero, padre de la termodinámica) y Lazare Hippolyte (político y padre de un presidente de la república).
|               |               |                      |                      |                      |                      |                          |                      |               |               |                         |                         |                         |                         |                         |                         |                     |                     |                     |                     |                     |                     |  |  |  |  |  |  |  |  |
|               |               |                      |                      |                      |                      |                          |                      |               |               |                         |                         |                         |                         |                         |                         |                     |                     |                     |                     |                     |                     |  |  |  |  |  |  |  |  |
| Joseph Carnot | Joseph Carnot | Joseph Carnot        | Joseph Carnot        | Joseph Carnot        | Joseph Carnot        |                          |                      | Lazare Carnot | Lazare Carnot | Lazare Carnot           | Lazare Carnot           | Lazare Carnot           | Lazare Carnot           |                         |                         | Claude-Marie Carnot | Claude-Marie Carnot | Claude-Marie Carnot | Claude-Marie Carnot | Claude-Marie Carnot | Claude-Marie Carnot |  |  |  |  |  |  |  |  |
| Joseph Carnot | Joseph Carnot | Joseph Carnot        | Joseph Carnot        | Joseph Carnot        | Joseph Carnot        |                          |                      | Lazare Carnot | Lazare Carnot | Lazare Carnot           | Lazare Carnot           | Lazare Carnot           | Lazare Carnot           |                         |                         | Claude-Marie Carnot | Claude-Marie Carnot | Claude-Marie Carnot | Claude-Marie Carnot | Claude-Marie Carnot | Claude-Marie Carnot |  |  |  |  |  |  |  |  |
|               |               |                      |                      |                      |                      |                          |                      |               |               |                         |                         |                         |                         |                         |                         |                     |                     |                     |                     |                     |                     |  |  |  |  |  |  |  |  |
|               |               | Sadi Carnot (físico) | Sadi Carnot (físico) | Sadi Carnot (físico) | Sadi Carnot (físico) | Sadi Carnot (físico)     | Sadi Carnot (físico) |               |               | Lazare Hippolyte Carnot | Lazare Hippolyte Carnot | Lazare Hippolyte Carnot | Lazare Hippolyte Carnot | Lazare Hippolyte Carnot | Lazare Hippolyte Carnot |                     |                     |                     |                     |                     |                     |  |  |  |  |  |  |  |  |
|               |               | Sadi Carnot (físico) | Sadi Carnot (físico) | Sadi Carnot (físico) | Sadi Carnot (físico) | Sadi Carnot (físico)     | Sadi Carnot (físico) |               |               | Lazare Hippolyte Carnot | Lazare Hippolyte Carnot | Lazare Hippolyte Carnot | Lazare Hippolyte Carnot | Lazare Hippolyte Carnot | Lazare Hippolyte Carnot |                     |                     |                     |                     |                     |                     |  |  |  |  |  |  |  |  |
|               |               |                      |                      |                      |                      | Sadi Carnot (Presidente) |                      |               |               |                         |                         |                         |                         |                         |                         |                     |                     |                     |                     |                     |                     |  |  |  |  |  |  |  |  |

## Biografía

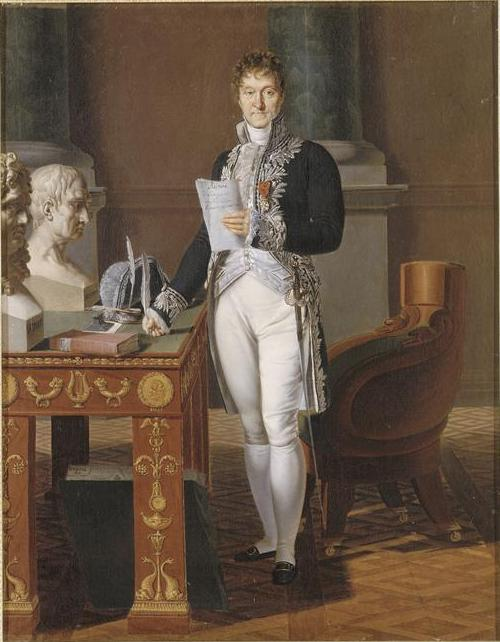
Retrato de Carnot

Nacido en Nolay, fue educado en Borgoña, y obtuvo un puesto en el cuerpo de ingenieros del Príncipe de Condé. Aunque en el ejército, continuó sus estudios matemáticos en los cuales puso gran interés. Su primer trabajo, publicado en 1784 fue sobre maquinaria; contenía declaraciones que relacionaban el principio de conservación de la energía aplicado a un cuerpo que cae, y los primeros esbozos de cómo la energía cinética se pierde en la colisión de cuerpos elásticos imperfectos.
Al estallar la Revolución francesa en 1789, Carnot se introdujo en política. Fue delegado de la Convención Nacional en 1792, y en 1793 fue elegido para el Comité de Seguridad Pública, y las victorias de los ejércitos franceses se debieron en gran parte a su capacidad de organización y el refuerzo de la disciplina, tanto en el campo de batalla como en la obtención de reclutas de refresco en las levas en masa obligatorias. Esto añadió un significativo descontento con el curso de la Revolución en las áreas más conservadoras como el Vendée, que terminó en una revuelta, pero el gobierno de la época lo consideró un éxito, y Carnot fue conocido como el «Organizador de la Victoria».
Carnot no se opuso al establecimiento del «Reinado del Terror». Participó en la caída de Robespierre y sus aliados junto con los ultras y con los otros tecnócratas del Comité de Seguridad Pública como Robert Lindet en el autogolpe del «9 de Termidor». Con el establecimiento del Directorio Ejecutivo en 1795, Carnot se convirtió en uno de sus primeros directores. Su moderación demostró ser poco efectiva, y fue uno de los dos directores expulsados en el golpe de Fructidor de 1797. Carnot se refugió en Génova, y allí publicó en 1797 La Metafísica del Cálculo Infinitesimal.
En 1800 fue designado Ministro de la Guerra por Napoleón (que había sido su protegido), y sirvió en este cargo en los tiempos de la Batalla de Marengo, pero su sinceras convicciones republicanas no eran coherentes con su puesto, y finalmente se retiró de la vida pública, aunque fue posteriormente hecho Conde por Napoleón como Lazare Nicolas Marguerite, conde de Carnot.
En 1803 produjo su Geometría de Posición. Este trabajo trata de la geometría proyectiva más que de la descriptiva. También contiene una elaborada discusión del sentido geométrico de las raíces negativas de una ecuación algebraica.
Durante los Cien Días, sirvió como Ministro del Interior para Napoleón, y fue exiliado tras la Segunda Restauración Borbónica. Murió en Magdeburgo, en Prusia.
Su hijo Sadi Carnot fue el creador de la segunda ley de la termodinámica y da nombre al ciclo de Carnot. Su segundo hijo, Lazare Hippolyte Carnot, fue un estadista francés. Su nieto Marie François Sadi Carnot (hijo de Hippolyte) fue Presidente de Francia desde 1887 hasta su asesinato en 1894.

## Su obra escrita

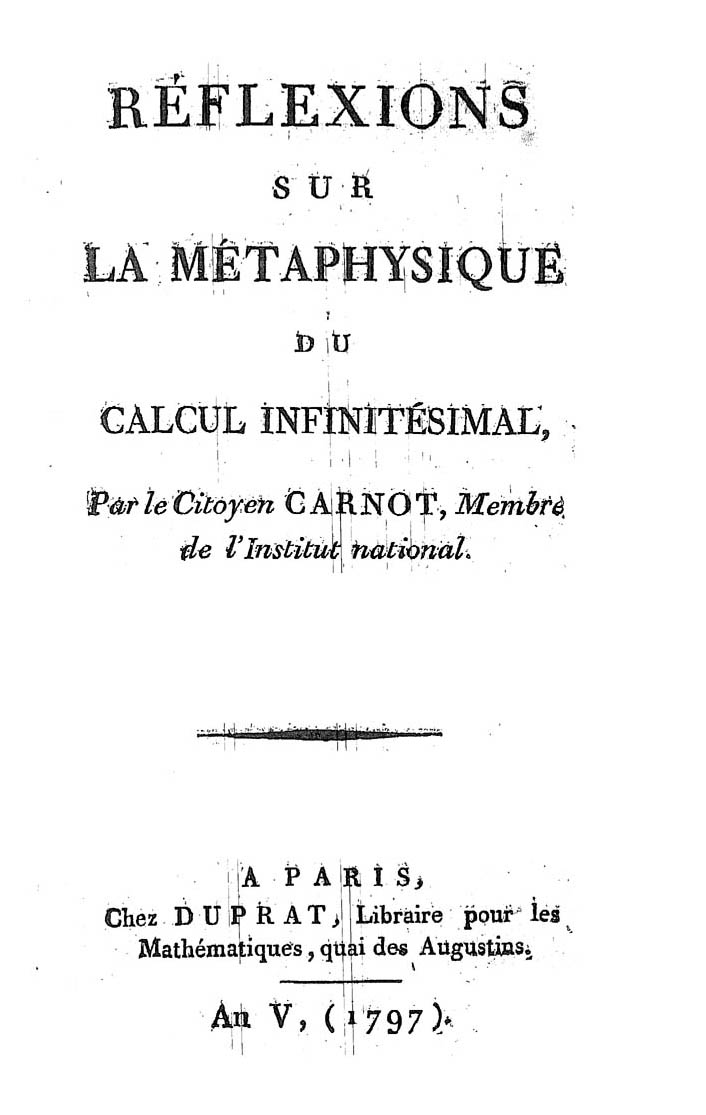
Réflexions sur la métaphysique du calcul infinitésimal, 1797

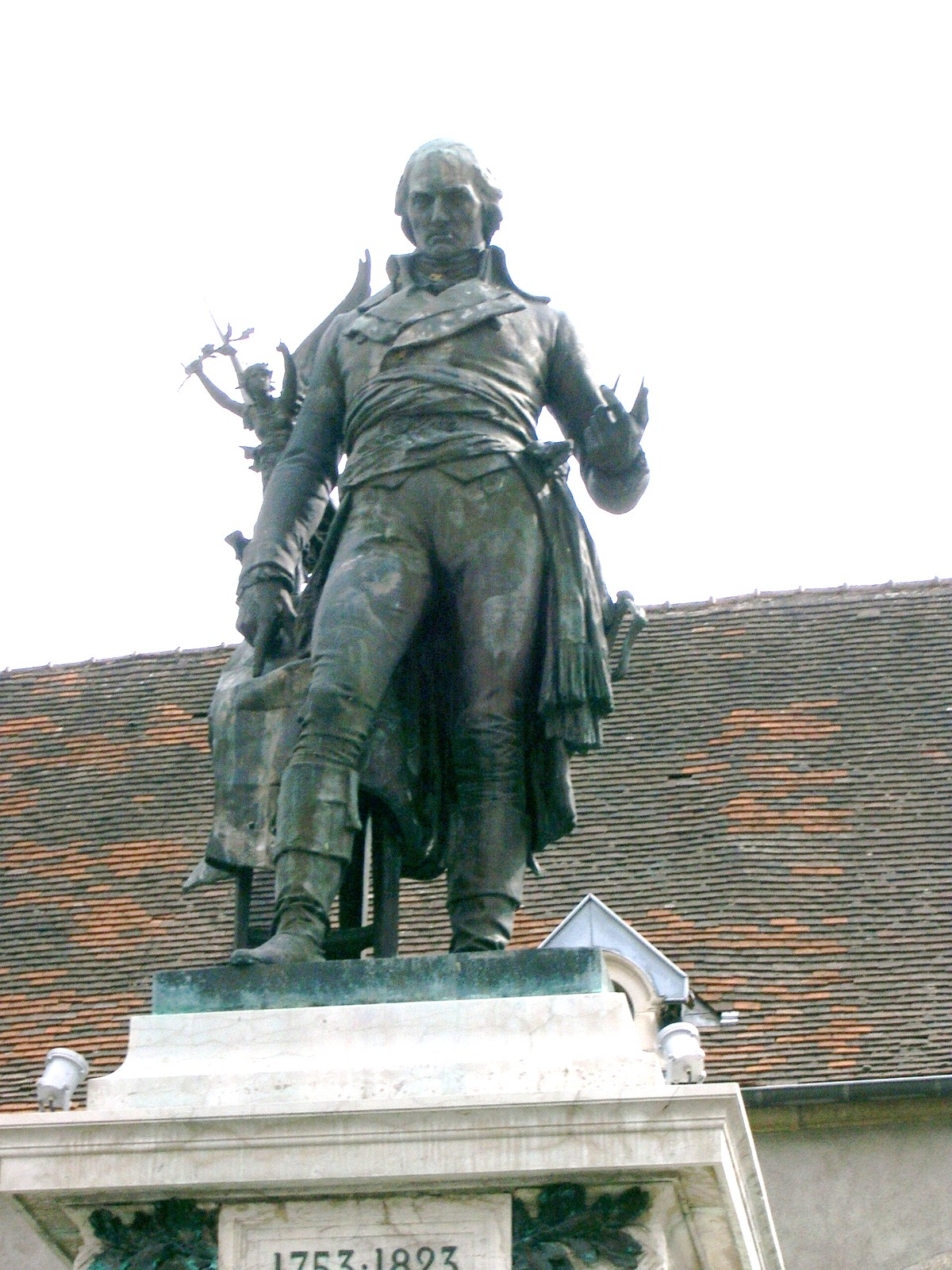
Lazare Carnot, estatua en su ciudad natal, Nolay (1753).

### Obra científica
Lazare Carnot es mundialmente conocido por sus trabajos científicos. En su "Essai sur les machines en général" ("Ensayo sobre las máquinas en general, 1786), precisa las leyes del choque y enuncia la ley de conservación del trabajo. Escribe "Metafísica del Cálculo infinitesimal" en 1797. Con su "Geometría de posición" (1803) aparece al mismo tiempo que Monge como uno de los creadores de la geometría moderna.
Participa además en la creación de la Escuela Politécnica de Paris

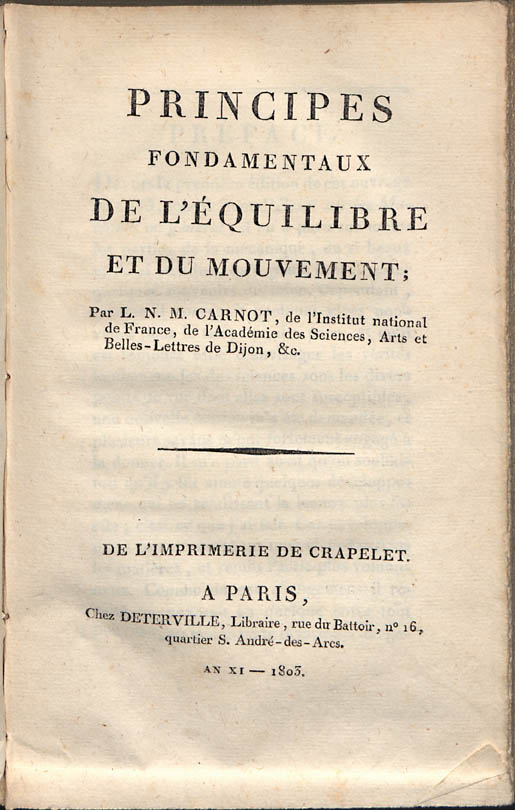
Principes fondamentaux de l'équilibre et du mouvement, 1803

### Obras militares
- Éloge de M. le Maréchal de Vauban, primer premio de la Academia de Dijon. Dijon y París, A. Jombert Jeune, 1784.
- Mémoire présenté au Conseil de la Guerre au sujet des places fortes qui doivent être démolies ou abandonnées, ou Examen de cette question: Est-il avantageux au Roi de France qu'il y ait des places fortes sur les frontières de ses États ? (Memoria presentada al Consejo de Guerra considerando las plazas fuertes que deben ser demolidas o abandonadas; o examen de la pregunta ¿Es ventajoso para el rey de Francia tener fortines en las fronteras de su Estado?). Paris, Barois l'Aîné, 1789.
- De la défense des places fortes. Ouvrage composé pour l'instruction des élèves du Corps du Génie (Defensa de las plazas fuertes. Obra compuesta para la instrucción de alumnos del Cuerpo de Ingenieros), Paris, Courcier, 1810.
- Mémoire adressé au roi. Julio de 1814 (donde censura el rumbo seguido por el ministerio).

### Obra literaria
- « Quelques poésies de Carnot », Almanach des muses, Paris, Delalain, 1786-1791.
- Opuscules poétiques du général L.N.M. Carnot, Paris, Baudoin Fils, 1820.
- Don Quichotte. Poème héroï-comique en 6 chants, Paris, F.A. Brockhaus, 1821.
- Général Lazare Carnot. Poésies, Paris, E. Boulanger, 1894.
- Le Rêve. Ode, 1899.
- Choix de poésies du général L.N.M. Carnot, Paris, Imprimerie E. Baudelet, 1933.

## Homenajes
- Su nombre se encuentra grabado en la lista de 72 científicos de la Torre Eiffel.